# Абатство Назарет (Брехт)
Абатство Назарет (на нидерландски: Abdij Nazareth, известно и като Абатство Брехт, официално наименование Onze Lieve Vrouw Van Nazareth) е трапистко абатство в Брехт, провинция Антверпен, Северна Белгия. Абатството е част от Ордена на цистерцианците на строгото спазване.

## История
Абатството е основано през 1236 г. в гр.Лийр, Белгия. Блажената Беатрис от Назарет (1200 – 1268), която се почита от Римокатолическата църква живее в манастира от 1236 г. до смъртта си през 1268 г. В продължение на пет века абатството процъфтява, до 1797 г., когато е опустошено по време на Френската революция.
В началото на ХХ век са направени няколко опита за възстановяване на абатството на различни места. След края на Втората световна война абатът на близкия трапистки манастир Вестмале решава да възстанови старото абатство. На 12 октомври 1945 г. се създава организация за възстановяване на манастира, и през 1946 г. са закупени около 16 хектара земята в Брехт за новата манастирска сграда. Монасите на Вестмале изграждат нова сграда, която е готова до края на 1949 г. На 23 юни 1950 г. в Брехт пристигат тринадесет монахини – трапистинки от абатство Солеймон. Манастирът е официално открит на 25 юни 1950 г., а на 3 февруари 1951 г. е придобива статут на независимо абатство. Новоизградената абатска църква е осветена на 22 октомври 1954 г.
Днес абатството е действащ женски католически манастир, част от Траписткия орден, член на Международната трапистка асоциация. Монахините подпомагат издръжката с производство на тоалетни сапуни, прах за пране, шампоани, пяна за вана, душ гелове и препарат, а също и църковни принадлежности: знамена и богослужебни дрехи. В абатството има малък магазин, където се предлагат изработените от монахитните продукти, както и хотелска част с 20 стаи за гости.